# Гротенкен
Гротенкен (фр. Grostenquin) — коммуна на северо-востоке Франции, регион Гранд-Эст (бывший Эльзас — Шампань — Арденны — Лотарингия), департамент Мозель. Центр одноимённого кантона. 

## Географическое положение
Гротенкен расположен в 330 км к востоку от Парижа и в 45 км к востоку от Меца.

## История
- Поселение на месте Гротенкена известно с галло-романских времён на римской дороге из Меца в Страсбур.
- В средние века Гротенкен был центром сеньората с епископатом Энсанж, в который входили Бертрен, Ленстроф и Бермерен.
- В 1552 году французский король Генрих II оккупировал территорию региона Три епископства. В 1648 году по Вестфальскому миру вошёл в Свящённую Римскую империю. После Тридцатилетней войны в 1648 году была вновь заселена переселенцами из Тироля.
- В 1790 году провинция Лотарингия, образовавшаяся в XVIII веке в результате слияния региона Три епископства и герцогства Лотарингия в составе Франции с 1766 года, была разделена на департаменты. Гротенкен вошёл в департамент Мозель и стал центром кантона.
- В 1870 году отошёл к Германской империи.

## Демография

Население Гротенкена.

По переписи 2011 года в коммуне проживало 573 человека.

## Достопримечательности
- Следы римской дороги.
- Руины замка д'Энсанж, известного с 1266 года, разрушен во время Великой французской революции.
- Бывшая авиабаза НАТО (1952—1964).
- Церковь Сен-Жан-Батист (1867).